# Yeji

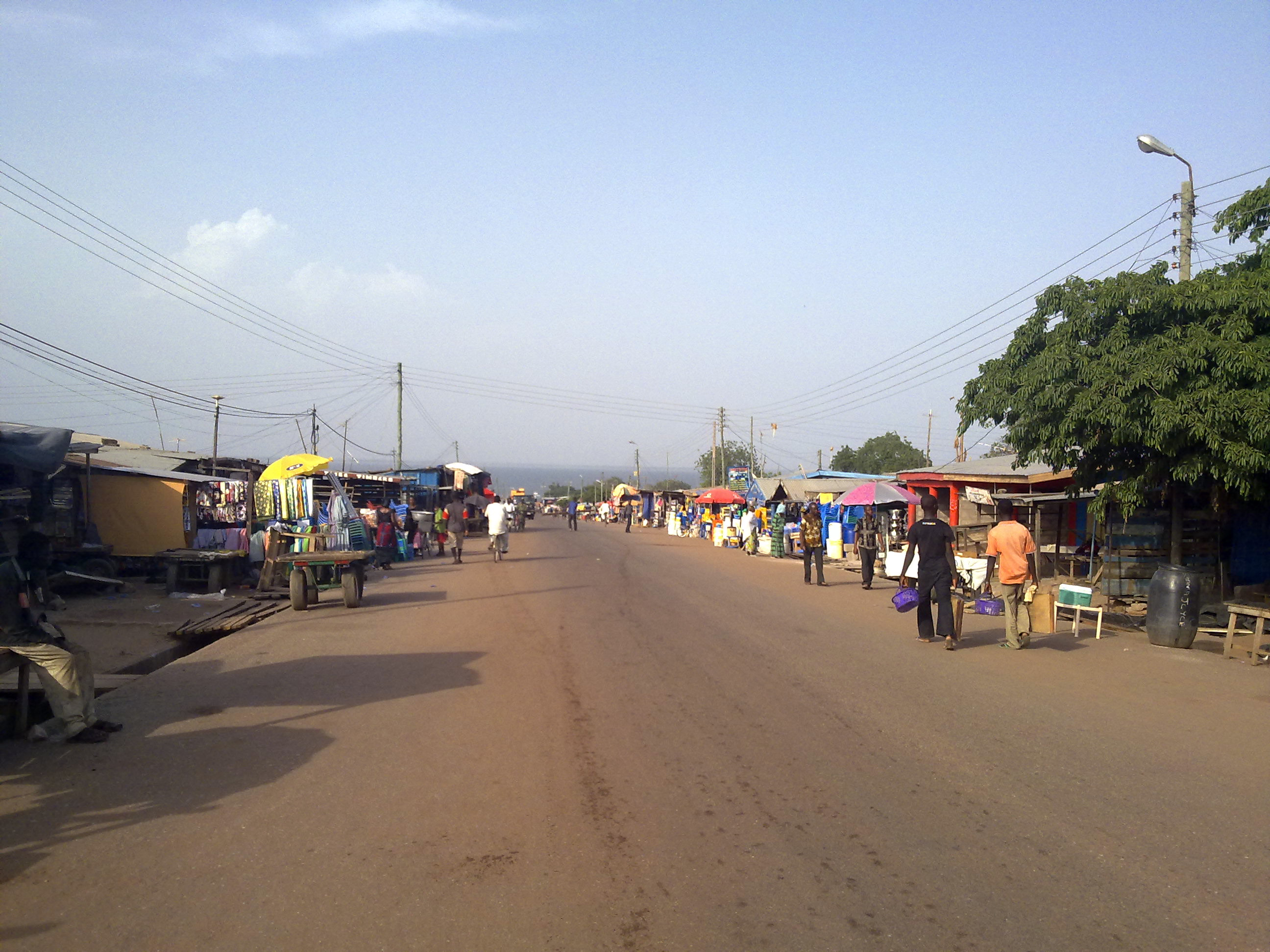
Huvudgatan i Yeji.

Yeji är en ort i centrala Ghana, belägen vid Voltasjön. Den är huvudort för distriktet Pru, och folkmängden uppgick till 28 515 invånare vid folkräkningen 2010.